# Capparis steyermarkii
Capparis steyermarkii  es una especie de pequeño árbol en la familia Capparaceae. Es endémica de Guatemala donde se distribuye únicamente en el departamento de Izabal.

## Taxonomía
Capparis steyermarkii fue descrita por Paul Carpenter Standley y publicado en Publications of the Field Museum of Natural History, Botanical Series 22(3): 140. 1940.
Etimología
Capparis: nombre genérico que procede del griego: kapparis que es el nombre de la alcaparra.
steyermarkii: epíteto otorgado en honor de Julian Alfred Steyermark, botánico y recolector de plantas.
Sinónimos
- Quadrella steyermarkii (Standl.) H.H. Iltis & X. Cornejo	[4]